# 大阪市立大空小学校
大阪市立大空小学校（おおさかしりつ おおぞら しょうがっこう）は、大阪府大阪市住吉区にある公立小学校。

## 概要
大阪市立南住吉小学校の学級規模が過大になったため、現在地に2003年、南住吉小学校の5-6年生が通う学年分校を設立したことに始まる。過大な学級規模が当面の間続く見込みとなったため、2006年4月1日付で大阪市立南住吉大空小学校として独立開校した。2014年には大阪市立大空小学校に改称した。
学校独自教科「ふれあい科」を設定し、自分や他者の良さに気付いてともに生きる力を付けさせることを目指している。この延長として特別支援対象となる児童を区別せずに同じ教室で学ぶ取り組みを実施しており、2013年に関西テレビ放送の『ザ・ドキュメント』にて「みんなの学校」のタイトルで取り上げられ、この番組は各種の賞を受賞した。さらに2015年には映画としても公開されている。

## 沿革
母体となる大阪市立南住吉小学校では、2002年時点で1031人30学級の大規模校となっていた。過大校解消の必要が生じていたことから、2003年に南住吉小学校分校として発足したのち、2006年に独立して大阪市立南住吉大空小学校が開校した。
2010年代に入ると、児童数が少ない状況であった南住吉大空小学校について、対策を講じる必要が生じた。そのため、南住吉小学校と南住吉大空小学校との調整区域であった南住吉1丁目・4丁目を、調整区域の廃止により2014年に大空小学校の通学区域とした。また、同時に校名を大阪市立大空小学校に改めた。

### 年表
- 2003年 - 大阪市立南住吉小学校の分校として現在地に設立。
- 2006年4月1日 - 大阪市立南住吉大空小学校として独立開校。
- 2014年4月1日 - 大阪市立大空小学校に改称。南住吉1丁目・4丁目の調整区域を廃止し、大空小学校の通学区域に指定。

## 通学区域
- 大阪市住吉区 我孫子西1丁目・2丁目、南住吉1丁目・4丁目。

卒業生は大阪市立三稜中学校に進学する。

## 交通
- JR阪和線 我孫子町駅 北へ徒歩約7分（約500m）。